# Slavjansk na Kubani
Slavjansk na Kubani (rusky Славянск-на-Кубани) je město v Krasnodarském kraji v Ruské federaci. Při sčítání lidu v roce 2010 měl bezmála čtyřiašedesát tisíc obyvatel. Je správním střediskem Slavjanského rajónu.

## Poloha
Slavjansk na Kubani leží v deltě Kubáně, přesněji na jejím říčním rameni zvaném Protoka. Od Krasnodaru, správního střediska kraje, je vzdálen přibližně osmdesát kilometrů západně.

## Dějiny
Slavjansk na Kubani vznikl v roce 1865 původně jako kozácká stanice s jménem Slavjanskaja (doslova „slovanská“).
Za druhé světové války byla Slavjanskaja od léta 1942 do jara 1943 obsazena německou armádou.
K povýšení na město a přejmenování na Slavjansk na Kubani došlo v roce 1958. Dodatkové „na Kubani“ mělo zabránit záměně s ukrajinským Slovjanskem, který se rusky nazývá také Slavjansk.
V reakci na ruskou invazi na Ukrajinu byly v noci z 16. na 17. března 2024 destilační kolony ve zdejší ropné rafinerii zasaženy ukrajinskými bezpilotními letadly, což v závodě způsobilo rozsáhlý požár.

### Rodáci
- Jevgenij Jurjevič Lukjaněnko (* 1985), skokan o tyči
- Taťána Polnovová (* 1979), skokanka o tyči
- Alexej Andrejevič Mirančuk (* 1995), fotbalista

## Sport
V letech 2010–2013 ve městě působil fotbalový klub FK Slavjanskij Slavjansk-na-Kubani, který působil v ruské třetí nejvyšší fotbalové soutěži.